# كلاوديو باريينتوس
كلاوديو باريينتوس (بالإسبانية: Claudio Barrientos)‏ (10 نوفمبر 1936 – 7 مايو 1982) هو ملاكم تشيلي راحل، مثّل بلاده في الألعاب الأولمبية الصيفية 1956 وحقق الميدالية البرونزية في فئة الوزن البانتام.

## روابط خارجية
كلاوديو باريينتوس على موقع بوكس ريك (الإنجليزية) (registration required)
- كلاوديو باريينتوس على موقع أوليمبيديا (الإنجليزية)